# ريحان أباد (أرومية)
ريحان‌ أباد هي قرية في مقاطعة أرومية، إيران. عدد سكان هذه القرية هو 6,125 في سنة 2006.